# Cal Ribalta
Cal Ribalta és una casa al municipi de Sant Pere Sallavinera (Anoia) inclosa en l'Inventari del Patrimoni Arquitectònic de Catalunya. Es tracta d'una gran casa, actualment de planta, gairebé, rectangular, degut a les diverses transformacions que ha sofert al llarg dels anys. És destacable l'arc de passatge que la travessa d'est a oest, així com la seva façana de llevant amb una ordenació de balcons i finestres força notable. Actualment està essent restaurada pel seu propietari. Ornada amb arcs de pedra i amb un gran escut portat de fora.
Gairebé no hi ha notícies d'aquesta casa, encara que se sap que es tracta d'una de les grans cases pairals de la comarca. Se sap que la família Ribalta era la que tenia cura de la capella de Sant Joan al segle xvii, quan aquesta fou refeta. De la casa es coneix d'una gran reforma feta l'any 1760, però se'n desconeixen les anteriors i fins i tot les posteriors.